# Fubing
Il Fubing (徭役S, fu-pingW, lett. "soldato territoriale") o Sistema Fubing era un sistema di milizie locali utilizzato in Cina dal VI all'VIII secolo, originario del Wei occidentale e successivamente utilizzato dalle dinastie Sui e Tang. Decadde in favore dell'esercito professionista permanente nel corso del X secolo.

## Storia
La base delle forze armate Sui e Tang (al principio) erano le milizie reclutate con il Fubing, impiegato per la prima volta dal Wei occidentale (535–556/557) per opera di Yuwen Tainel 550. Questa milizia serviva anche come riserve e poteva essere mobilitata rapidamente in tempi di guerra o instabilità politica per supportare l'esercito professionista al diretto controllo dell'imperatore.
La dinastia Sui (581–618) ereditò, come già aveva fatto la dinastia Zhou settentrionale (557–581), l'innovativo apparato militare Wei noto come "Ventiquattro Eserciti" da cui sviluppò il sistema di reclutamento poi noto come Fubing. I soldati fubing erano originariamente reclute provenienti dalle vecchie famiglie militari delle dinastie precedenti. A differenza della coscrizione di massa della dinastia Han, a questi soldati venivano promesse ricompense tangibili come l'esenzione dalle tasse (i nomi delle leve erano letteralmente rimossi dai registri delle imposte) e dalle corvée. questo sistema permise a Yuwen Tai di raddoppiare il numero degli effettivi a sua disposizione, garantendogli la supremazia sulle altre Dinastia del Nord. Non è certo come ciò sia accaduto ed i dettagli sono ancora oggetto di studio e dibattito. Si disse che grazie a questo sistema «metà dei cinesi sono diventati soldati.»
A pieno regime, il Fubing dei Sui coinvolgeva una rete di milizie a cui erano stati assegnati appezzamenti terrieri. Erano ammissibili uomini d'età compresa tra 21 e 60 anni. Gli ufficiali ricevevano commissioni permanenti ma le truppe regolari facevano rapporto per il servizio nella capitale della provincia con un sistema di rotazione che variava a seconda della distanza tra la capitale ed il luogo natio: chi viveva a 500 lǐ dalla capitale prestavano servizio un mese ogni cinque mentre chi viveva a più di 2000 lǐ serviva per due mesi ogni 18 mesi. Alcuni uomini furono assegnati a viaggi di tre anni nelle guarnigioni di frontiera. Tutti i fubing passavano il loro tempo nella capitale sia per servizio di guardia sia per l'addestramento. Quando erano fuori servizio, i fubing coltivano la loro terra, ma quando scoppia una guerra, venivano mobilitati. Ciò ha integrato il sistema della parità di campo che assegnava a tutte le famiglie una quota di terra da coltivare. Queste unità divennero successivamente famiglie militari ereditarie e inaugurarono vasti insediamenti e comunità militarizzate. Il controllo sul sistema era a quel tempo rimesso all'amministrazione civile locale.
Al suo apice, il Fubing dei Tang (618–907), sottomesso all'autorità del neo-implementato Ministero dell'esercito (兵部S, BīngbùP), schierava 634 unità fubing, in seguito chiamate Zhechongfu, ciascuna di 800-1.200 soldati. Ogni unità era ulteriormente suddivisa in battaglioni (tuan) di 300, plotoni (dui) di 50 e squadre (huo) di 10. Il dispiegamento delle unità di fubing era monopolizzato dalla corte attraverso l'uso di conteggi di bronzo con i nomi di ciascuna unità su di essi. La metà del conteggio è stata conservata presso l'ufficio delle credenziali mentre l'altra metà è stata conservata presso la sede dell'unità. Solo quando le due metà sono state unite insieme era possibile mobilitare un'unità. Il reclutamento prevedeva ormai che ogni 6 famiglie fornissero un uomo per l'unità di guarnigione. L'80% dei coscritti fubing era concentrato nella regione settentrionale: Guanzhong schierava da sola 261 unità fubing; 164 nello Shanxi e 74 nel Henan e nello Shandong. Il Fubing richiedeva poche spese governative, poiché i miliziani potevano sostentarsi autonomamente con l'agricoltura.
Il Fubing fu gradualmente sostituito dai Tang con un esercito permanente. In primo luogo, le guarnigioni di frontiera furono rilevate da truppe permanenti conosciute come jian'er (健儿S) nel 677. Nel 710, le forze di frontiera furono rafforzate per resistere alle invasioni senza l'aiuto di truppe di leva. Furono stabiliti nove comandi di frontiera, ciascuno con il proprio esercito di difesa e un governatore militare, il jiedushi. Nel 737, la Corte Tang decise di sostituire interamente le truppe irregolari con soldati permanenti, reclutati da volontari nella popolazione generale. Il Fubing fu abolito nel 749. Il passaggio a un esercito permanente portò a un aumento di sette volte del bilancio della difesa, da due milioni di corde di rame nel 712 a dodici milioni nel 742, e poi quindici milioni nel 755.

## Caratteristiche
Differentemente dalle normali leve di contadini, il fubing fornì ai Sui ed ai Tang dei soldati soggetti a ripetuto addestramento o addirittura cresciuti in un contesto marziale domestico: truppe, pertanto, che possono essere a giusto titolo considerate "un tipo speciale di soldato professionista". Premesso questo, il fubing rivelò però tutte le altre inadeguatezze tipiche del sistema di leva contadina: era cioè adatto ai soli conflitti locali e/o alle campagne a breve termine. Tali difetti divennero evidenti alla fine del VII secolo, quando le guerre prolungate dei Tang e le esigenze di difesa statica permanente riscossero il loro tributo. I vantaggi iniziali dell'ingresso nel sistema svanirono quando più uomini morirono in guerre in terre lontane, per non tornare più in patria a coltivare la terra sostentandone l'economia. La struttura militare non era poi adatta a premiare adeguatamente i soldati che svolgevano un servizio meritorio in battaglia. Molti che avrebbero dovuto essere ricompensati e risarciti non lo furono. Anche le famiglie dei soldati morti non furono adeguatamente risarcite, con conseguente riduzione del morale e diserzione diffusa e inosservanza del dovere. La distribuzione geografica delle unità fubing era poi molto irregolare, con la parte nord-occidentale dell'impero che si faceva carico della maggior parte del fardello, mentre i due terzi dell'impero non contenevano nemmeno un'unità fubing. Con così tante unità concentrate in una regione, il governo ebbe difficoltà a trovare abbastanza terreni agricoli per i soldati che gareggiavano anche con gli agricoltori regolari con il "Sistema dei campi uguali".